# Sordones
Người Sordones là một tộc người cổ đại (trước thời La Mã) ở bán đảo Iberia (người La Mã gọi là Hispania). Họ được cho là nói tiếng Iberes. Lãnh thổ của họ nằm ở vùng đất Roussillon, ngày nay là tỉnh Pyrénées-Orientales của Pháp và bị giới hạn về phía tây bởi dãy Pyrenees. Họ được phân loại là một bộ tộc người Iberes cổ đại hoặc là người Gaul cổ đại tùy thuộc vào các nguồn khác nhau.
Các thành phố chính của người Sordones là Ruscino, ngày nay là Château-Roussillon gần Perpignan, và Illiberis, ngày nay là Elne.